# Chemin de fer Bulle–Romont
| RegioExpress der TPF in Bulle. |                      |                                                       |                                                       |
| Streckennummer (BAV): | 254                  |                                                       |                                                       |
| Fahrplanfeld: | 254                  |                                                       |                                                       |
| Streckenlänge: | 18,1 km              |                                                       |                                                       |
| Spurweite: | 1435 mm (Normalspur) |                                                       |                                                       |
| Stromsystem: | 15 kV 16,7 Hz ~      |                                                       |                                                       |
| Maximale Neigung: | 25 ‰                 |                                                       |                                                       |
| Minimaler Radius: | 250 m                |                                                       |                                                       |
| |                      |                                                       |                                                       |
| \| \| \| TPF von Broc (Meterspur bis 2021, Normalspur ab 2022) \| \| \| \| \| TPF von Montbovon \| \| \| \| 0,10 \| Bulle \| 771 m ü. M \| \| \| 1,00 \| Planchy Depot und Werkstätte \| 784 m ü. M \| \| \| \| TPF nach Palézieux \| \| \| \| 3,12 \| Vuadens-Nord bis 2011 \| 789 m ü. M \| \| \| 5,30 \| Vaulruz-Nord Personenverkehr bis 2011 \| 827 m ü. M \| \| \| 7,75 \| Sâles Personenverkehr bis 2011 \| 836 m ü. M \| \| \| 9,34 \| Rueyres-Treyfayes bis 2011 \| 811 m ü. M \| \| \| 11,64 \| Vuisternens-devant-Romont \| 791 m ü. M \| \| \| \| Personenverkehr bis 2011 \| \| \| \| 14,5 \| Mézières FR bis 1992 \| 730 m ü. M \| \| \| \| \| \| \| \| \| Streckenbegradigung mit Brücke Glâne (970 m), ab 2026 \| \| \| \| \| \| \| \| \| \| SBB von Lausanne \| \| \| \| 18,19 \| Romont \| 707 m ü. M \| \| \| \| SBB nach Fribourg–Bern \| \| |                      |                                                       |                                                       |
| Strecke · Strecke (außer Betrieb) |                      | TPF von Broc (Meterspur bis 2021, Normalspur ab 2022) | TPF von Broc (Meterspur bis 2021, Normalspur ab 2022) |
| Strecke · Abzweig ehemals geradeaus und von links |                      | TPF von Montbovon                                     | TPF von Montbovon                                     |
| Bahnhof · Bahnhof | 0,10                 | Bulle                                                 | 771 m ü. M                                            |
| Dienststation / Betriebs- oder Güterbahnhof · Dienststation / Betriebs- oder Güterbahnhof | 1,00                 | Planchy Depot und Werkstätte                          | 784 m ü. M                                            |
| Strecke · Strecke nach links |                      | TPF nach Palézieux                                    | TPF nach Palézieux                                    |
| ehemaliger Haltepunkt / Haltestelle | 3,12                 | Vuadens-Nord bis 2011                                 | 789 m ü. M                                            |
| Dienststelle, ehemals Bahnhof | 5,30                 | Vaulruz-Nord Personenverkehr bis 2011                 | 827 m ü. M                                            |
| Dienststelle, ehemals Bahnhof | 7,75                 | Sâles Personenverkehr bis 2011                        | 836 m ü. M                                            |
| ehemaliger Haltepunkt / Haltestelle | 9,34                 | Rueyres-Treyfayes bis 2011                            | 811 m ü. M                                            |
| Dienststelle, ehemals Bahnhof | 11,64                | Vuisternens-devant-Romont                             | 791 m ü. M                                            |
| Strecke |                      | Personenverkehr bis 2011                              | Personenverkehr bis 2011                              |
| ehemaliger Haltepunkt / Haltestelle | 14,5                 | Mézières FR bis 1992                                  | 730 m ü. M                                            |
| Abzweig ehemals geradeaus und nach links · Strecke von rechts |                      |                                                       |                                                       |
| Brücke über Wasserlauf (Strecke außer Betrieb) · Strecke |                      | Streckenbegradigung mit Brücke Glâne (970 m), ab 2026 | Streckenbegradigung mit Brücke Glâne (970 m), ab 2026 |
| Abzweig ehemals geradeaus und von links · Strecke nach rechts |                      |                                                       |                                                       |
| Abzweig geradeaus und von links |                      | SBB von Lausanne                                      | SBB von Lausanne                                      |
| Bahnhof | 18,19                | Romont                                                | 707 m ü. M                                            |
| Strecke |                      | SBB nach Fribourg–Bern                                | SBB nach Fribourg–Bern                                |

Die Chemin de fer Bulle–Romont (BR, deutsch: Bulle-Romont-Bahn) ist eine ehemalige Eisenbahngesellschaft im Schweizer Kanton Freiburg. Sie bestand von 1868 bis zur Fusion zu den Chemins de fer fribourgeois Gruyère–Fribourg–Morat (GFM) am 1. Januar 1942. Die Strecke bildet heute einen Teil des Normalspurnetzes der Freiburgischen Verkehrsbetriebe (Transports publics fribourgeois, TPF).
Die Bulle-Romont-Bahn ist die älteste Schweizer Bahnstrecke, die sich nicht im Eigentum der SBB befindet.

## Geschichte

### Chemin de fer Bulle–Romont

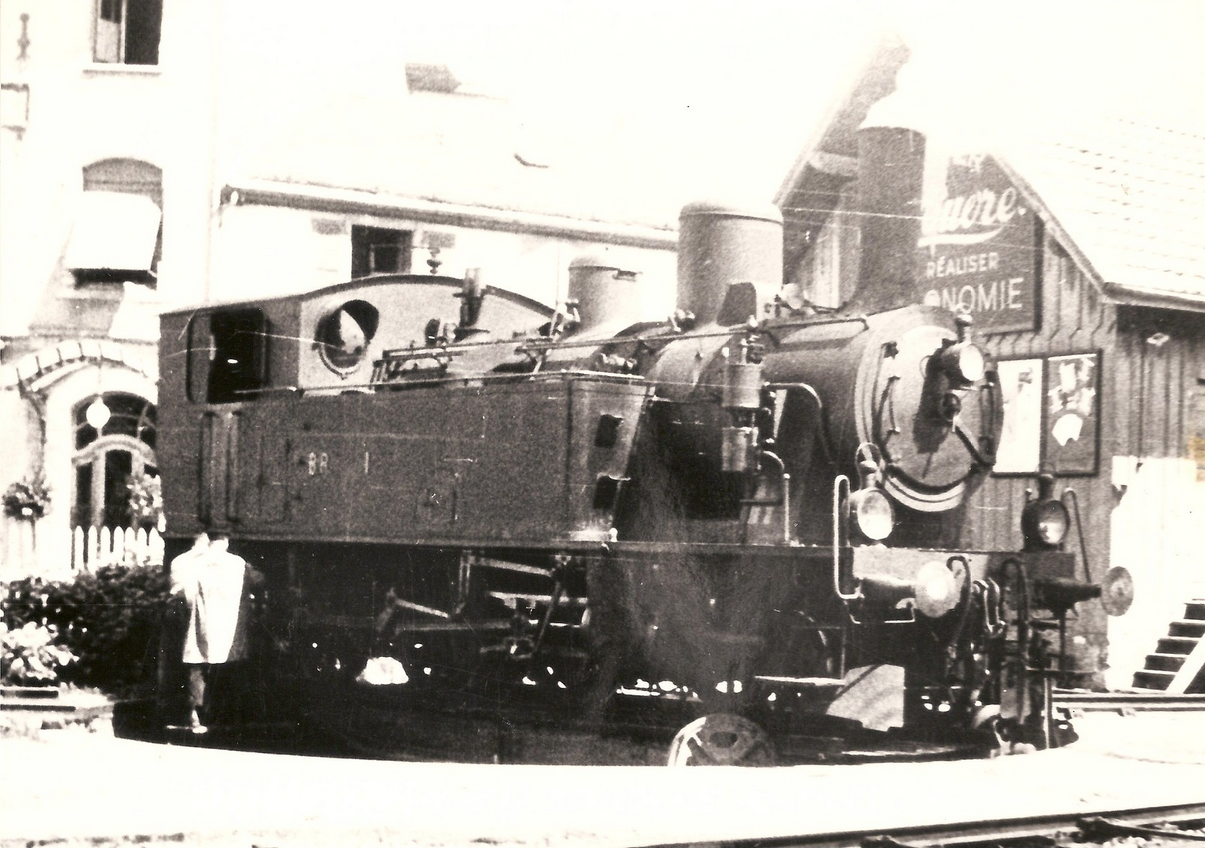
Dampflokomotive Ec 3/4 1

Beim Bau der Bahnstrecke Lausanne–Bern wurde der Marktort Bulle nicht berücksichtigt. Die Chemin de fer Lausanne–Fribourg–Berne (LFB) wählte die kürzere Linienführung über Oron und Romont. Die Stadt Bulle entschied sich daher für den Anschluss an die am 4. September 1862 eröffnete Strecke der LFB. Am 1. Juli 1868 konnte die 18 km lange Strecke von Bulle nach Romont dem Betrieb übergeben werden. Täglich verkehrten drei Zugpaare, die Fahrt dauerte 55 Minuten. Die Bahn besass zunächst kein eigenes Rollmaterial, sondern übergab die Betriebsführung der LFB beziehungsweise ihren Nachfolgerinnen. 
Die vor allen auf den Güterverkehr ausgerichtete Bulle-Romont-Bahn war lange Zeit defizitär. Dank der Sanierung im Jahr 1894 verbesserte sich die Finanzlage der Bahn nachhaltig. Mit der Eröffnung der Chemins de fer électriques de la Gruyère 1903/04 erhielt sie Anschluss an die Tourismusregionen am Genfersee und im Berner Oberland. Während des Ersten Weltkriegs stiegen die Einnahmen aus dem Güterverkehr weiter an, unter anderem dank der Schokoladenfabrik Cailler in Broc. Die Chemin de fer Bulle–Romont erachtete die neue Schmalspurbahn als Konkurrenz. Es entstand in Bulle ein separater Schmalspurbahnhof, der vom daneben liegenden Bahnhof durch einen Zaun abgetrennt wurde.
Nachdem die Chemin de fer Bulle–Romont den Bahnunterhalt schon seit Jahren selbst vorgenommen hatte, wurde 1929 auch der Stationsdienst und 1934 die Betriebsführung gänzlich übernommen. Dazu wurden von anderen Bahnen zwei Dampflokomotiven und drei Reisezugwagen erworben.

### Chemins de fer fribourgeois Gruyère–Fribourg–Morat
1942 schloss sich die Chemin de fer Bulle–Romont mit der ebenfalls normalspurigen Chemin de fer Fribourg–Morat–Anet (FMA, Freiburg–Murten–Ins) und den Schmalspurbahnen Chemins de fer électriques de la Gruyère (CEG) zu den Chemins de fer fribourgeois Gruyère–Fribourg–Morat (GFM) zusammen. Nach der Fusion, die vor allem den Zweck hatte, Bundessubventionen gemäss dem Privatbahnhilfegesetz zu erlangen, wurde die Elektrifizierung angegangen und am 8. Mai 1946 der elektrische Betrieb aufgenommen. Synergien für den Betrieb der beiden nicht miteinander verbundenen Normalspurstrecken waren kaum vorhanden.
Die Linie Bulle–Romont wies nur einen bescheidenen Personenverkehr auf, der zudem durch die Buslinien der GFM konkurrenziert wurde. Der Güterverkehr, der mit den Personentriebwagen abgewickelt wurde, war in den 1960er-Jahren noch ansehnlich. Im Jahr 2000 mussten die GFM finanziell saniert werden, und sie fusionierten zu den Freiburgischen Verkehrsbetrieben (TPF).

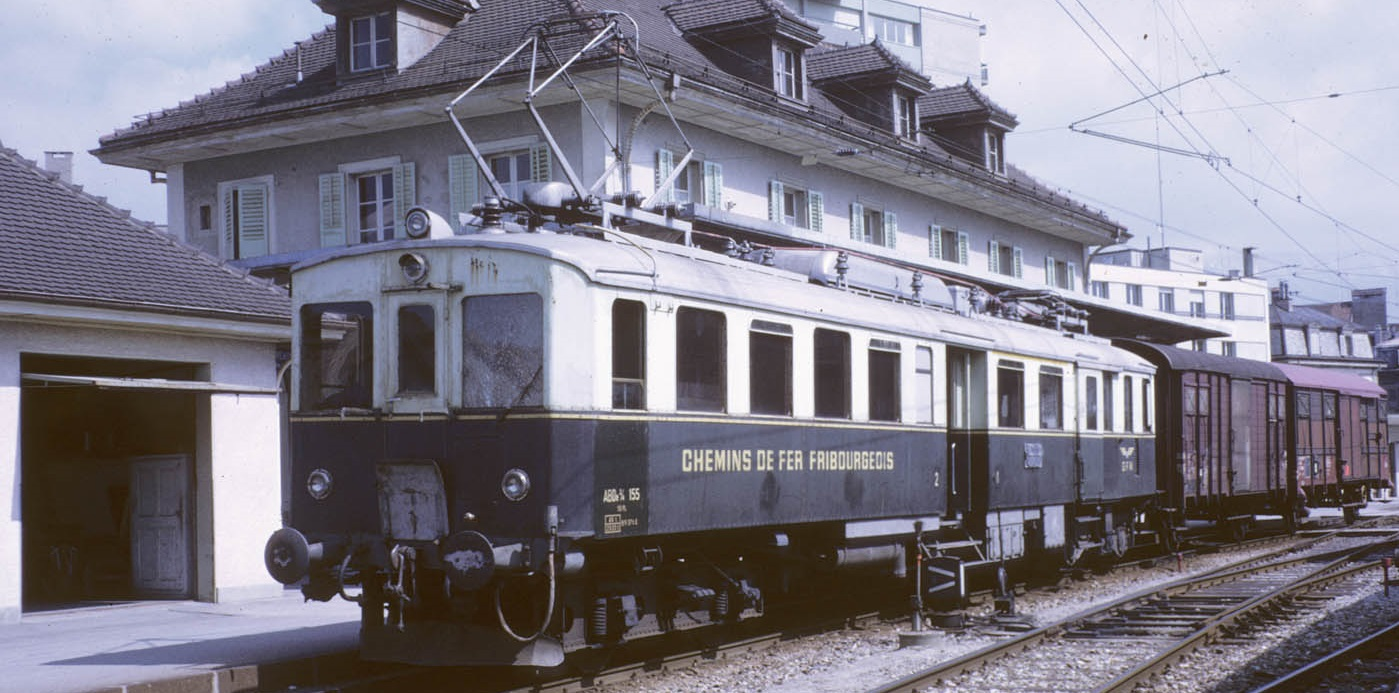
ABDe 2/4 151, 1931 an die FMA geliefert, mit einem Personenzug mit Güterbeförderung in Bulle
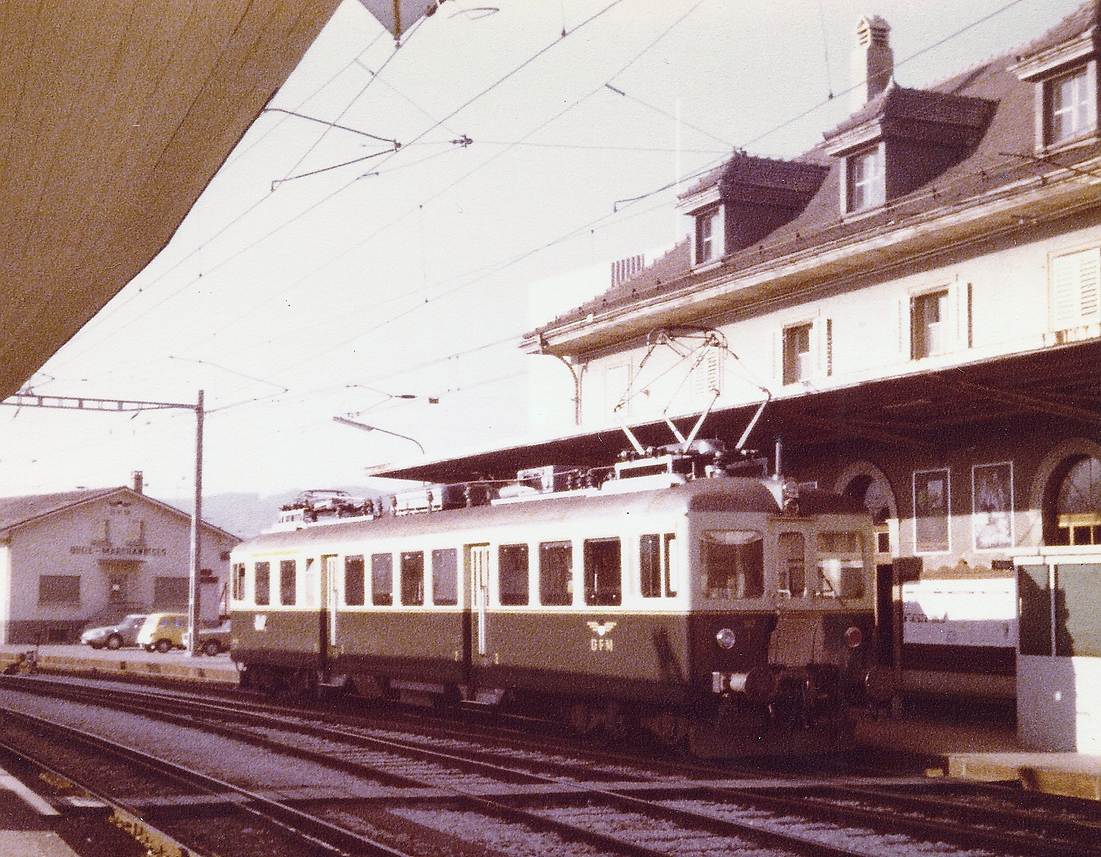
ABDe 4/4 167 Baujahr 1948 als Einzelfahrer 1980 in Bulle
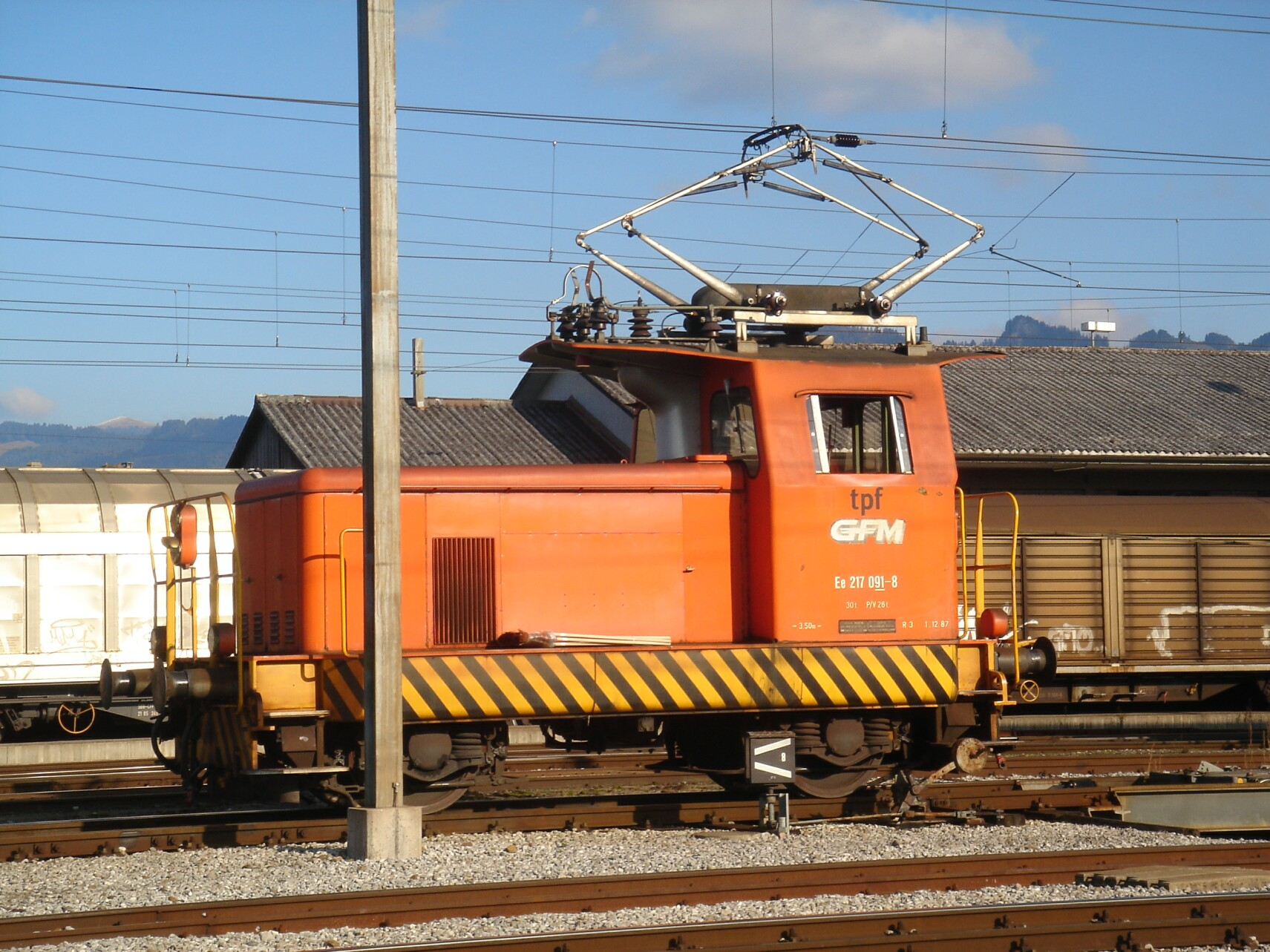
Die Rangierlokomotive Ee 2/2 91 wurde 1960 abgeliefert.
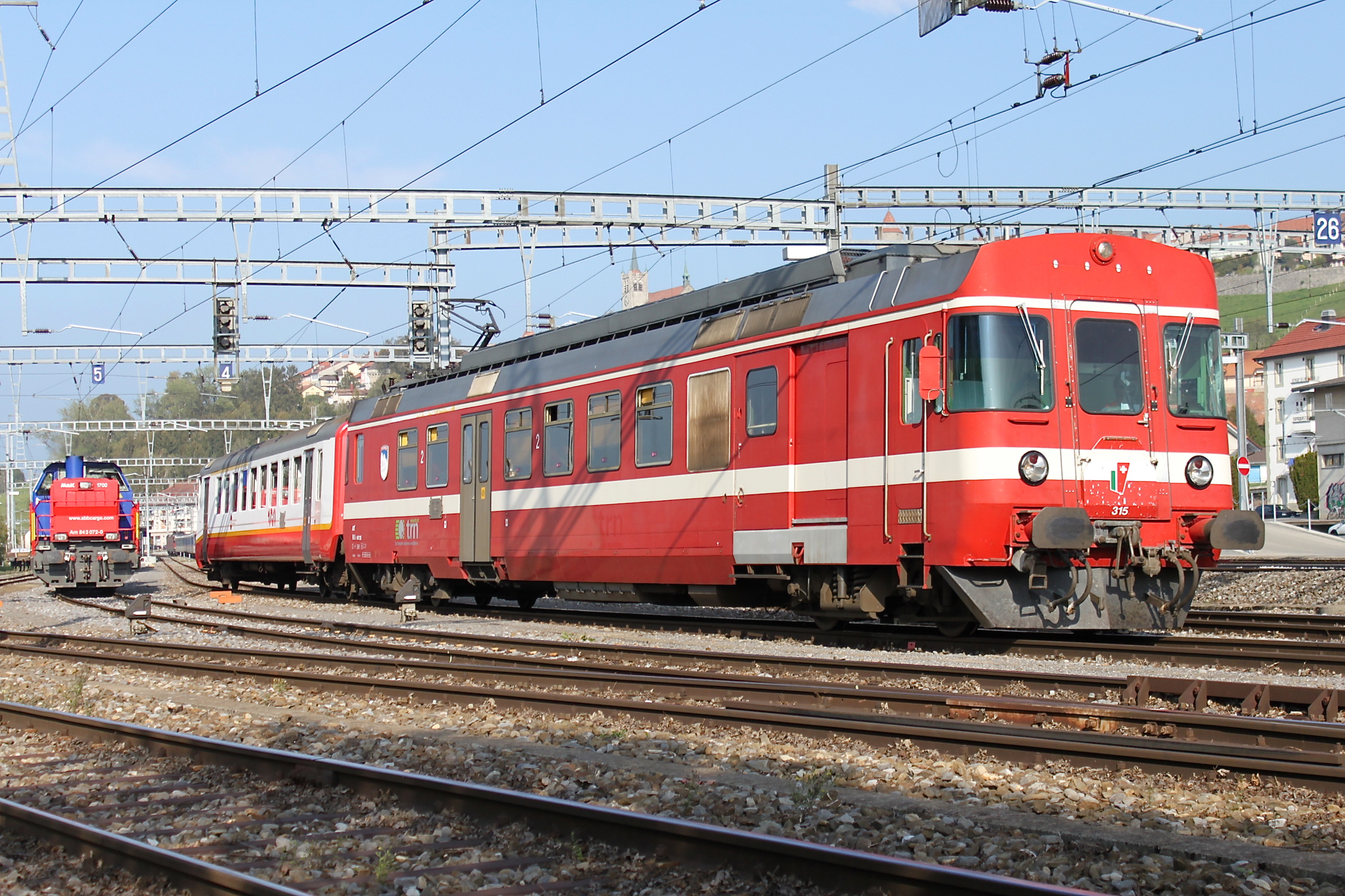
Pendelzug mit RBDe 567 315 aus dem Jahr 1983 in Romont

### Freiburgische Verkehrsbetriebe
Ende 2010 wurde entschieden, auf den Fahrplanwechsel im Dezember 2011 direkte Züge von Bulle über Fribourg nach Bern zu führen. Dazu musste die Strecke zwischen Bulle und Romont total saniert werden und war für die Umbauarbeiten vom 11. Juli bis 10. Dezember 2010 ausser Betrieb. In dieser Zeit wurde die Infrastruktur der Strecke an die neue Betriebsführung angepasst. Vuisternens-devant-Romont, Sâles und Vaulruz-Nord wurden zu Kreuzungsstationen umgebaut, die Stellwerke ersetzt. Die Gleise sind so ausgelegt, dass je zwei Flirt in Doppeltraktion Platz finden. Sämtliche Zwischenstationen wurden geschlossen, teilweise wurden die Publikumsanlagen entfernt und die Gleise eingezäunt.

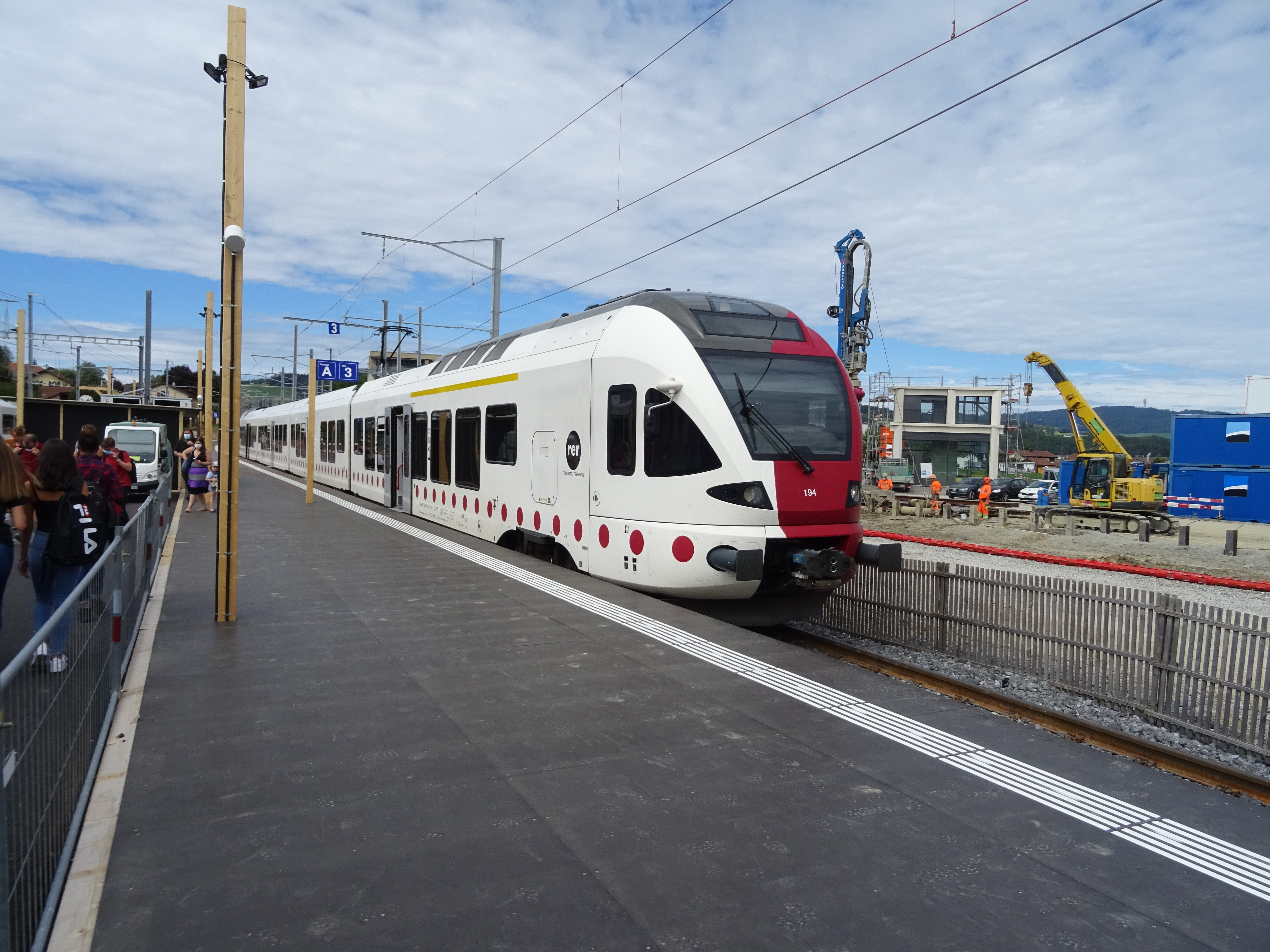
Flirt der TPF im Jahr 2020 in Bulle während der Bauarbeiten im Bahnhof

1987 bis 1992 wurde der Bahnhof Bulle für 38 Millionen Franken erneuert und in einer verhältnismässig engen Kurve angelegt. Das verunmöglichte die Erhöhung der Perrons auf 55 Zentimeter an den Normalspurgleisen, was zur Erfüllung des Behindertengleichstellungsgesetzes notwendig ist. Bis Ende 2022 wurde der Bahnhof rund 200 Meter nach Nordwesten verlegt. Die Perrons für die Normalspurzüge sind 150 Meter, die Schmalspurbahnsteige 120 Meter lang. Im Zuge der Umbauarbeiten wurde der Abschnitt Bulle–Planchy auf Doppelspur erweitert. 2022 wurde zudem die Strecke von Bulle nach Broc von Meterspur auf Normalspur umgebaut.

## Betrieb
Die Strecke wird halbstündlich vom RegioExpress (Bern–) Düdingen–Fribourg/Freiburg–Romont–Bulle der TPF bedient. Die Züge verkehren zwischen Romont und Bulle ohne Halt.
Nach der Umspurung der Stichstrecke nach Broc wird der RegioExpress bis dorthin verlängert, indem seine bisherige Standzeit in Bulle von 40 Minuten ausgenutzt wird.

## Planungen
Zwischen Romont und Vuisternens-devant-Romont wird ab 2024 das Trasse begradigt und von 4200 Meter auf 3336 Meter verkürzt. Dazu ist der Bau einer 970 Meter langen Brücke zwischen Romont und Mézières notwendig. Diese Massnahmen erlauben die Erhöhung der Geschwindigkeit auf 160 km/h und eine Verkürzung der Fahrzeit um drei Minuten. Ab 2026 wird die Fahrt von Bulle nach Romont noch 15 Minuten dauern.

## Rollmaterial
Dampflokomotiven der Chemin de fer Bulle–Romont:
- Ec 3/4 1, SLM 1904, 1933 ex SBB 6514, 1947 ausrangiert, 1958 abgebrochen
- Ed 3/4 3, SLM 1907, 1933 ex SMB 3, 1951 ausrangiert, 1953 nach Belgien verkauft

Rollmaterial ab 1946: → siehe Abschnitt Rollmaterial Normalspur im Artikel Freiburgische Verkehrsbetriebe